# Max Kahn

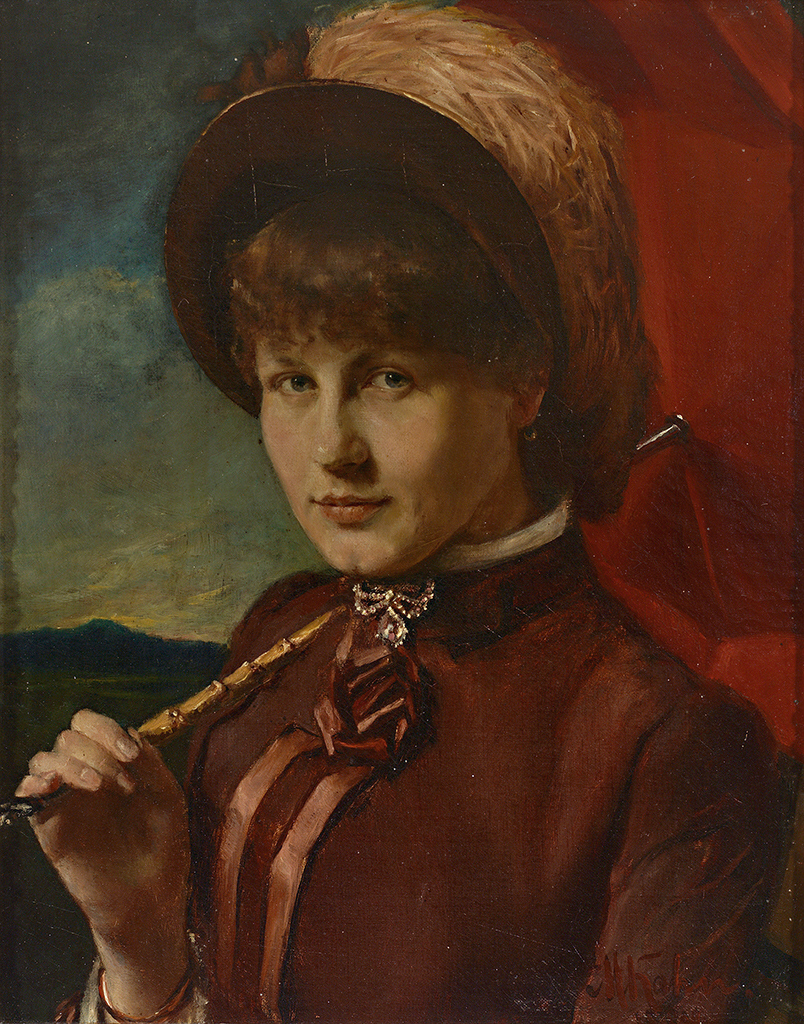
Porträt einer jungen Frau mit Hut und aufgespanntem Sonnenschirm. Öl auf Leinwand

Max Kahn (geb. 22. April 1857 in Mannheim; gest. 23. Februar 1939 in Carpentras, Frankreich) war ein deutscher Porträt- und Genremaler, der in Frankfurt am Main tätig war.

## Leben und Wirken
Kahn verbrachte seine Jugendjahre in Frankfurt, wo er 1881/82 Schüler von Angilbert Göbel und des Städelschen Kunstinstituts war. 1882 bis 1885 setzte er seine Studien in München bei Karl Karger fort; von 1884 bis 1889 studierte er an der Akademie in München bei Nikolaus Gysis und Ludwig von Löfftz. Anschließend siedelte er nach Paris über, wo er vorübergehend in der Académie Julian unter Tony Robert-Fleury arbeitete und bis 1914 ansässig blieb.
Kahns Gemälde waren bei Ausstellungen in Antwerpen, Berlin, London, München und Paris zu sehen. Er bevorzugte eine gesammelte Lichtwirkung der Innenräume und die kräftige Betonung der Lokalfarben, wodurch sein Stil an die alten niederländischen oder flämischen Meister erinnert. Von seinen Porträts sind einige Werke bekannt so beispielsweise Les inseparables, L’indiscrete, Mädchengeheimnisse, Am Backtrog oder die Dame mit dem Pinscher.
Das 1892 ausgestellte Bild Vampyr festigte seine Stellung als Maler und war später in Berlin zu sehen. 1893 bereiste er Italien, 1897 und 1898 Holland. Außerdem verbrachte er fast alljährlich mehrere Monate auf der Insel Bréhat in der Bretagne. Kahn malte hauptsächlich Genreszenen aus dem bäuerlichen Leben und Porträts. Er beschickte zwischen 1890 und 1914 regelmäßig den Pariser Salon der Société des Artistes Français, 1902 die Ausstellung in Versailles und 1898 die internationale Ausstellung in Barcelona. Ab 1894 waren seine Werke mehrmals in der Großen Berliner Kunstausstellung und im Glaspalast in München zu sehen.

## Familie
Der aus einer jüdischen Familie stammende Kahn war seit dem 2. Juni 1901 mit Cornélie Thérese Pouzol (geboren am 24. Juni 1870 in Carpentras) verheiratet, die ihm bei zahlreichen Bildern Modell gestanden hatte. Kurz vor Ausbruch des Ersten Weltkriegs verließ das Paar Frankreich, zog nach Bad Homburg und Frankfurt am Main. Ab 1921 wohnten die beiden in Auerbach (Bensheim) in einer heute denkmalgeschützten Villa in der Martinstraße 6 (von 1933 bis 1945 Adolf Hitler Strasse). Nach den Novemberpogromen 1938 verließen sie Deutschland, um sich in der südfranzösischen Stadt Carpentras, dem Geburtsort der Ehefrau, in der Avenue Petrarque niederzulassen. Dort starb Max Kahn wenige Wochen nach der Ankunft. Seine Frau lebte dort bis zu ihrem Tod am 10. August 1951. Da das Paar keine eigenen Kinder hatte, vererbten sie ihr Vermögen an eine Nichte und deren Ehemann. Später erhoben deren Kinder Ansprüche auf das Erbe von etwas mehr als 1 Million Schweizer Franken.

## Auszeichnungen
Kahn erhielt zahlreiche Auszeichnungen darunter:
- 1891 „mention honorable“ für seine Tusche- und Kreidezeichnungen bei der Ausstellung „Blanc et Noire“ in Paris.
- 1894 wurde er zum „Officier de l’Academie“ ernannt.
- 1894 „mention honorable“ für sein Werk Travail delicat in Barcelona.
- 1899 „mention honorable“ für sein Werk questions d’interets in Paris.